# 金鍾泌
金 鍾泌（キム・ジョンピル、きん しょうひつ、1926年（大正15年）1月7日 - 2018年6月23日）は、韓国の政治家。忠清南道扶余郡出身。本貫は金海金氏、キリスト教徒。日本名は金村俊英（かねむら としひで）、号は雲庭（ウンジョン、운정）。略称は「JP」。金泳三（YS）・金大中（DJ）とともに韓国政治史上に三金時代を築いた。妻は朴正煕の姪・朴栄玉（パク・ヨンオク、박영옥、朴正煕の兄の朴相煕の娘）。愛称はJPK。韓国のマスコミがJFKをもじってつけたもの。
35歳だった1961年に5・16軍事クーデターを朴正煕とともに主導し、朴正煕政権誕生の立役者となった。以降、朴正煕政権で初代中央情報部 (KCIA) 長、国務総理（首相）など要職を歴任。しかし、1970年代半ばからは家宅押収捜索など政界引退レベルの難しい時期を過ごした。1979年の朴正煕暗殺以後は議会の有力政治家に再び復帰したかったが、1980年に新たにクーデターを引き起こした新軍部によって「権力型不正蓄財者第1号」と指定され、弾圧される側となった。1984年に渡米し、1986年に帰国後、新民主共和党を結成した。
1990年2月、民主正義党・統一民主党・新民主共和党の3党合流により発足した民主自由党の代表委員になった。しかし、彼を軍部出身だと嫌悪していた民主派の金泳三派に党内権力闘争で押されて徹底した非主流となって、1995年に離党して自由民主連合を結成した。1997年には、朴正煕の最大の政敵であった金大中との連合（DJP連合）により大統領選挙での金大中の当選に貢献し、翌1998年に発足した金大中政権でふたたび国務総理を務めた。
政治姿勢は自らの主義主張を前面に出していくタイプではなく、韓国の政治家としては珍しい和を重視する調整型タイプの政治家であり、内外両面で大きく揺れた1960年代～1990年代の韓国政治において内外面において重鎮として先頭に立ち問題の沈静化に積極的に動いた。国会議員も9期（第6〜10・13〜16代）を務めた。クーデター軍人の出身だがそれなりの民主主義の信念があり、議院内閣制を死ぬまで追求した。本人が議院内閣制であった第2共和国をクーデターで滅ぼした人であることを勘案すれば皮肉だが、このため独裁を追求した朴正煕にも牽制され、とにかく大統領制が確固たる韓国では結局自分の意を成すことができなかった。

## 人物

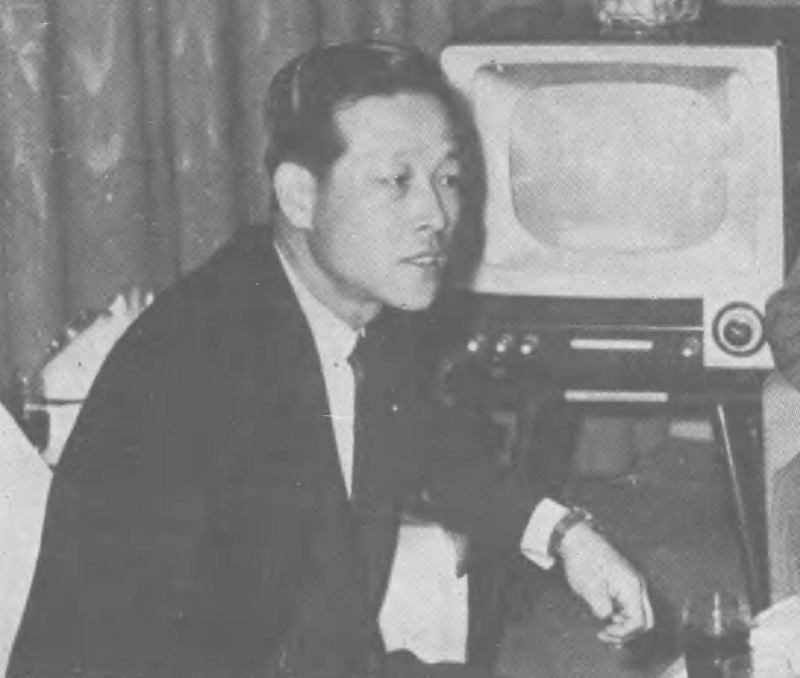
日本訪問中の金鍾泌（1962年2月）

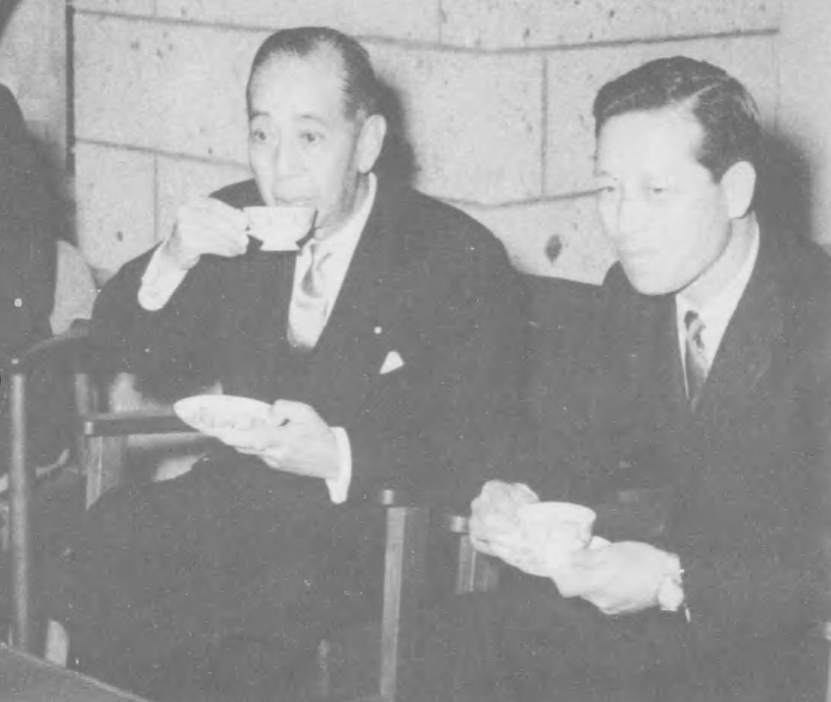
岸信介と金鍾泌（1962年10月）

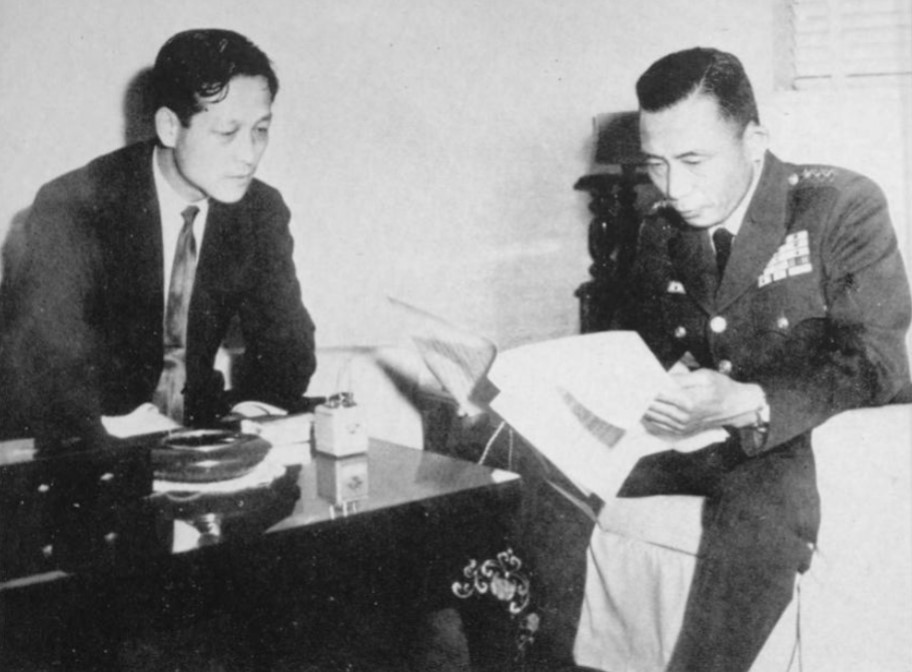
金鍾泌と朴正熙（1962年）

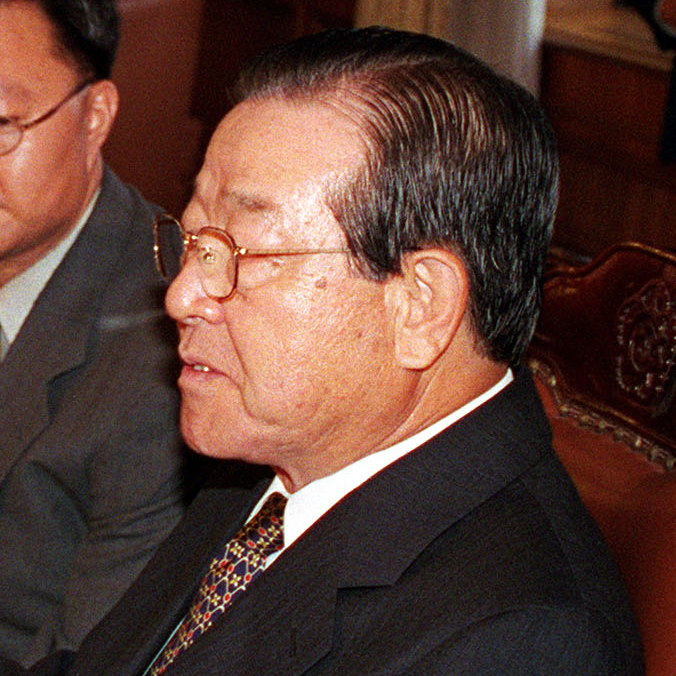
1999年

1926年1月7日、忠清南道扶余郡外山面盤橋里で生まれる。現在の扶余小学校、公州中学校、公州高校を卒業。
子供のころは、大の読書好きで、特に菊池寛の小説が好きだったという。そのことから、一時は日本の中央大学への進学を志して、1944年に単身日本へ渡ったが、日本は戦況の悪化に伴う深刻な食糧不足に苛まれており「どうせ死ぬなら故郷で死にたい」と朝鮮半島へ戻り、ソウル大学へ進学したというエピソードがある。
首相時代から知日派として知られ、韓日議員連盟の役員を長期間務め、日韓基本条約締結に尽力するなど日韓関係の修繕良化に努めた。日韓基本条約締結の際には、反対運動を展開する学生グループと直接話し合いの場を持ち「今は過去の問題よりこれからの成長の方が重要である。そのためには日本の援助が必要だ」と説いて学生からも一目置かれたという逸話もある。しかし金自身も後年のインタビューで対日請求権の放棄については「やむを得なかった」と述べている。金大中事件の際には来日し事件が起こったことに関して謝罪している。しかし真相究明に対する協力は拒否した。日本政府側は金の謝罪を受け入れ同事件の政治決着を表明した。詳しくは金大中事件を参照。
引退後の講演で「大好きな日本」と韓国の政治家としては異例の「親日」的な発言をしているが、同じ講演で日本の首相の靖国神社参拝を批判している。安易に親日・反日でくくることのできない人物である。在日韓国人問題では「二世、三世は日本国籍を取得すべきだ」と日本の保守系月刊誌である『諸君!』1980年4月号のインタビューで発言し物議を醸した事がある。同記事では「日本は原爆を落とされたからソビエトの牙城にならずに済んだ」という見解を示し、また「朝鮮民主主義人民共和国は自由とは程遠い。日本の人はもし行けば三日と持たないんじゃないか。離散家族にも会わせてもらえない」と当時の日本では異例の北朝鮮批判を行い注目を集めてもいる。青山学院大学から名誉博士号（国際政治学）の称号を授与されている。
2004年総選挙で落選後、政界を引退した。しかし、2007年大統領選挙では李明博候補支持を表明、ハンナラ党に入党し名誉顧問に就任した。2008年12月14日に頭痛の症状を訴えてソウル市内の病院に入院し、12月19日に脳卒中の初期症状と発表された。翌2009年3月12日に退院した。2012年2月15日、ハンナラ党が党名変更して発足したセヌリ党を離党する意向を示した。
2015年5月、金鍾泌は学生時代に慰安婦として朝鮮の妹が強制連行されるのを直接目撃したと中央日報にて証言し、2001年に日本に訪問した際には読売新聞の渡辺恒雄社長、産経新聞に抗議し朝日新聞には日本の歴史歪曲を伝えたと証言している。
2016年、陸軍士官学校総同窓会の「今年の誇らしい陸軍士官学校人賞」を受賞する。

## 統一教会との関連
1978年のアメリカ下院による米韓関係に関する報告書（いわゆる「フレーザー委員会最終報告」）では、政治的意図をもって統一教会を組織したと名指しされている。

## 独島爆破論

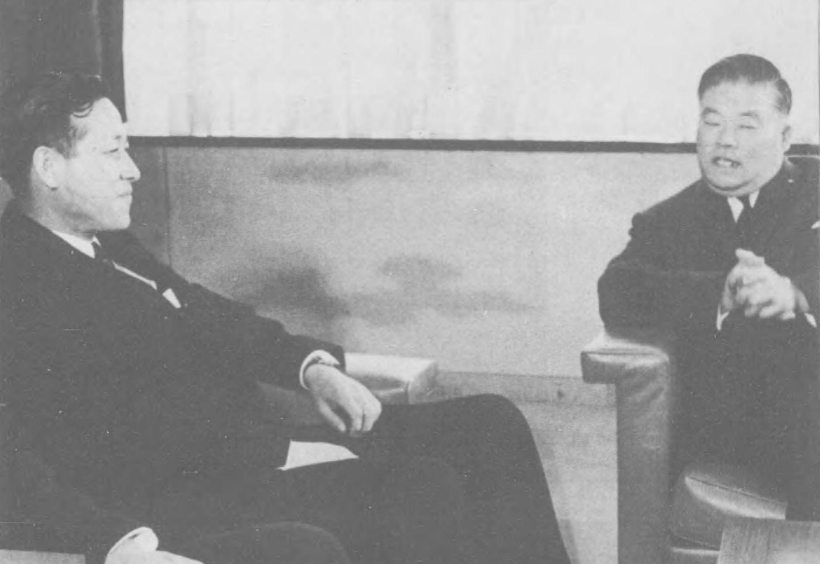
大平正芳外務大臣との会談（1962年）

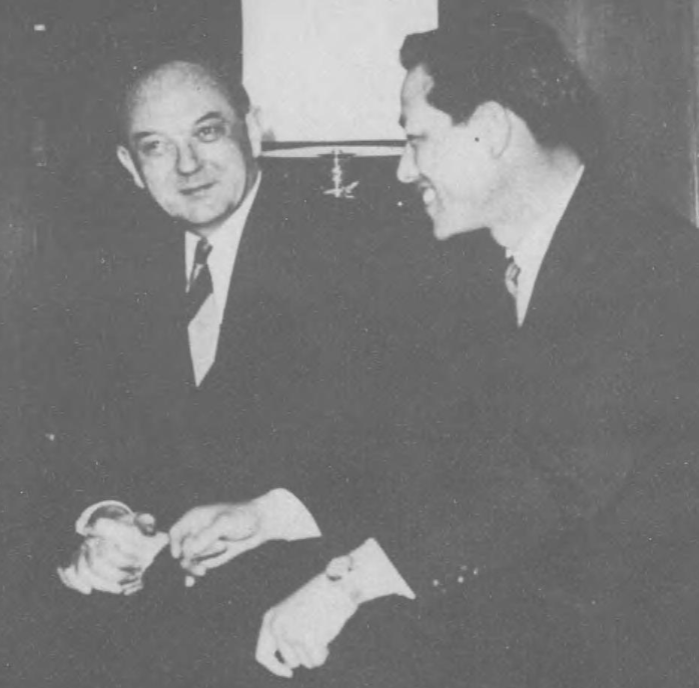
ディーン・ラスク国務長官との会談（1962年10月29日）

1962年10月20日と11月12日、金は大平正芳外務大臣と国交正常化に向けた会談を東京で行った。経済協力をめぐり、無償で3億ドル、長期低利借款2億ドル、さらに民間信用供与1億ドル以上との内容に合意した。この合意内容はのちに「大平・金メモ」と呼ばれた。
米国務省外交文書によれば、この会談で、竹島の領有権問題に関し、金鍾泌は、日本側の国際司法裁判所への付託を拒否したうえで、日本側に独島問題の解決策として独島の破壊（爆破）を提案した。金鍾泌中央情報部長は、東京での池田勇人総理及び大平外相との会談後、訪米。1962年10月29日のディーン・ラスク国務長官との会談において、ラスク長官が「独島は何に使われているのか」と問うたところ、金部長は「カモメが糞をしているだけ」と答え、独島破壊案を自分が日本側に提案したと明かした。
のちに韓国国内でこの「独島爆破論」が問題視された時には、金鍾泌自由民主連合総裁は「日本には絶対に独島を渡すことはできないという意思の表現だった」と弁明している。また2010年の朝鮮日報の取材に対して金鍾泌は「国際司法裁判所で日本のものだという判決が出ても、すべてを爆破してなくしてしまってでも、あなたたちの手に渡すつもりはない」と激高して発言したと回想しているが、これは米国務省外交文書集「東北アジア1961-1963」収録関連会談記録の様子とは趣が異なる。

## 来歴
- 1926年1月7日：忠清南道扶余郡外山面盤橋里で生まれる[1]
- 1944年：公州公立中学校（現在の公州中学校・公州高校）卒業[25]
- 1947年：ソウル大学校師範大学教育学部修了
- 1949年：陸軍士官学校8期卒業
- 1950年6月：陸軍本部情報局作戦情報課北韓班長
- 1951年：陸軍本部情報局作戦情報課長
- 1952年10月30日：第6師団第19連隊情報参謀兼捜索中隊長[26]
- 1958年：陸軍情報参謀部企画課長
- 1961年：朴正煕と5・16軍事クーデターを主導し、初代中央情報部長に就任
- 1962年：日本の大平正芳外相との会談で、韓国側の対日請求権を「無償3億ドル、有償2億ドルおよび民間信用供与」を提供する経済協力方式で合意に至る（金・大平メモ）
- 1963年：陸軍准将に予備役編入して政治に参加、忠清南道扶余で第6代国会議員に当選。同年民主共和党（以下、共和党）議長に就任
- 1968年：3選改憲反対と係わる共和党内の汚職事件ですべての公職を辞退し政界引退
- 1971年：大統領選挙を控えて共和党副総裁で政界に復帰し、国務総理（首相）に就任（～1975年）
- 1979年11月12日：朴正煕大統領暗殺事件により共和党総裁に推戴
- 1980年5月18日：5・17クーデター、全斗煥・盧泰愚など新軍部により連行（7月2日釈放）
- 1985年3月6日：全斗煥大統領により政治活動を解禁[27]
- 1987年9月28日：政界復帰を宣言
- 1987年10月30日：新民主共和党を創党。総裁と大統領候補に選出。12月16日に行われた大統領選挙では落選（3位）
- 1990年2月8日：盧泰愚政権与党である民主正義党、金泳三が総裁である野党の統一民主党と内閣制改憲に合意し、3党合同（朝鮮語版）で民主自由党を結成、最高委員就任
- 1992年：12月の大統領選挙で金泳三の当選に貢献し、民主自由党代表最高委員に就任
- 1995年2月9日：民主自由党内世代交代論に反発、同党を脱党
- 1995年3月30日：自由民主連合（自民連）を創党
- 1997年：12月の第15代大統領選挙で金大中・朴泰俊といわゆるDJP連合（朝鮮語版）を通じて金大中の大統領当選に貢献した
- 1998年：新政治国民会議・自民連共同政権の国務総理（首相）（～2000年）
- 2000年：韓日議員連盟会長
- 2001年：自民連総裁
- 2002年：サッカーワールドカップ国会議員連盟会長などを務めた
- 2004年：総選挙で落選し、自民連も惨敗したため[7]、4月19日に政界引退を表明。
- 2007年：12月の大統領選挙にて李明博候補への支持を表明し、ハンナラ党に入党
- 2012年2月15日：セヌリ党（ハンナラ党が党名変更した政党）離党を表明[28]
- 2018年6月23日 : 午前8時15分、ソウル特別市龍山区漢南洞の順天郷大学病院で死去（92歳）[10][29]

## エピソード
- 朴正煕とともに5・16軍事クーデターを主導し、朴正煕政権で首相などの要職を務めたが、2人の関係は必ずしも良好だったわけではなく、自らの権力を奪われることを恐れた朴正煕から常に疑われ、牽制を受けていたという[30]。朴槿恵とも仲が良くなく、2007年の保守政党大統領候補選でも、朴と対立した李明博を支持した。
- 兄の金鍾翊も国会議員を務めたことがある[31]。
- 長女は実業家の李源万の次男と結婚したが、後に離婚した[32]。
- 自身の妻の朴栄玉（朴正煕の兄・朴相煕の娘）の義理の叔母で朴正煕大統領夫人だった陸英修（朴槿恵の母）について、金はアメリカの歩兵学校に留学したときに出産した朴栄玉の食事も陸は準備しなかった。それで金はアメリカからわざわざ戻ってきて大騒ぎをして、『自分はご飯を食べておきながら、子どもを生んでお腹を空かせている産婦にそんな仕打ちをするのか』」と強く言ったのに対して陸は一言も言えなかった、金は他人に対する配慮がないと述べ、人を上辺だけを見て解釈すると百回だろうと見誤ると警告した[33]。
- 金が深く関わった日韓請求権交渉には、読売新聞の嶋元謙郎（ソウル特派員）や渡邉恒雄が、日韓政界をつなぐ仲介者として関わっていた。1962年10月、道徳再武装世界会議に出席するため金は訪日、その流れで大平正芳外相と会談したが、この訪日の口実を用意したのも彼らだった。金が宿泊する箱根のホテルで大野伴睦との会談をセットした渡邉は、金を迎えに部屋を訪ねたが、部下が迎えに来たと勘違いした金は、シャワーから出て素っ裸でドアを開けた。渡邉は開口一番こう言ったとされる、「いやあ、遅いからどうしたのかと思ってきたんだが、あなた、キンタマ大きいですね」[34]。
- 2016年11月に崔順実国政介入で下野騒ぎになった朴槿恵大統領について、朴槿恵の父・朴正煕は弱くて疑い深い人で、母である陸は慈悲深い国母というイメージがあるが、それは作られたもので実際には欲深く人の有り難みを知らない女性であり、二人の娘の朴槿恵は両親から悪いところばかりを受け継いだから我が強く頑固さがあると批判し、「私の話を全く聞こうとしない。彼女は死んでも辞任しないだろう。あの我の強さは誰にもどうしようもない」「誰が何を言っても無駄だ。5000万の国民が押し寄せて『お前なんか大統領じゃない、辞めろ！』と言っても、大統領の地位に居座るだろう。一度言い出したら誰も止められない」と述べた[35]。金鍾泌の予言どおり、朴槿恵は自ら下野することはなく、2017年3月10日に憲法裁判所の弾劾決定で大統領職を罷免され、同月31日に逮捕された。
- 朴正煕政権、金泳三政権、金大中政権の誕生に大きく貢献し、朴正煕政権と金大中政権では首相、金泳三政権では与党の党首を務めたが、自らは大統領になることはなかった。このため、「永遠の2人士（ナンバー2）」「キングメーカー」と呼ばれた[36]。しかし、皮肉なことに、各政権のすべての終わりは良くなかった。朴正煕・金泳三政権では、事実上更迭された。金大中政権時代には、合党議論もあったが、結局金鍾泌が内部勢力の反発を制圧できなかった。金大中と決別した後、2004年総選挙落選を最後に、政界を引退した。
- 出身地の忠清道地域（特に大田と忠清南道）に強い影響力をもったことから、1980～90年代「忠清の盟主」と呼ばれた。ただし、他地域の盟主に比べてこの時から相対的に忠誠度が高くなかったため、忠清道は2000年代以降キャスティングボート化される。
- 2015年11月に母校の公州高校で胸像の除幕が予定されたが、現職の教師、学生や公州民主団体協議会による批判が出て、全教組公州支会のアンケートによると反対する教師が圧倒的に多かったため、結局除幕式はキャンセルされ、胸像の設置は無期限延期となった[37][38]。